# Christian Jacq
Christian Jacq (* 28. dubna 1947, Paříž, Francie) je francouzský] egyptolog a spisovatel.

## Život
Narodil se 6. srpna 1947 v Paříži. Ve třinácti letech se mu dostala do ruky kniha Historie staroegyptských civilizací od Jacques Piernne a tato kniha ho přiměla se o starověký Egypt zajímat více do hloubky. Ve stejné době také napsal svoji první novelu. V roce 1965, kdy mu bylo 18 let, mu vyšla již osmá kniha. Postupně vystudoval egyptologii na univerzitě v Sorbonně, kde získal i doktorát.
Ve svém bádání a díle se zaměřuje především na období vlády Ramesse II., ale věnuje se také dalším dějinách Egypta. Kromě toho se stal zakladatelem Ramessova institutu, který se zabývá dokumentací Egypta, především se zaměřením na archeologické práce a památky.
Za dílo Egypt velkých faraonů obdržel cenu Francouzské akademie.

## Výběr z díla
- Aféra Tutanchamon
- Černý faraon
- Dcera faraona – trilogie
- Egypt velkých faraonů
- Egypťan Champollion
- Egypťanky
- Egyptská magie
- Egyptský soudce – trilogie
- Kámen světla – tetralogie
- Magie a záhady starověkého Egypta
- Mistr Hiram a král Šalamoun
- Mnich a mistr
- Mumie před soudem
- Nefertiti a Achnaton
- Perla Egypta
- Pomsta bohů – dva díly
- Ramesse – pentalogie
- Toulky Egyptem faraonů
- Tutanchamon: Poslední tajemství
- Údolí králů
- Usirovo tajemství – tetralogie
- Vrcholné okamžiky starého Egypta
- Velcí mudrci starého Egypta